# Alfabetmoorden
De zogenaamde Alfabetmoorden vonden plaats in het begin van de jaren zeventig in Rochester (New York). Drie jonge meisjes werden verkracht en gewurgd. De zaak dankt zijn naam aan het feit dat elk van de meisjes een achternaam had die begon met dezelfde letter als de voornaam. (Carmen Colón, Wanda Walkowicz en Michelle Maenza) en dat elk lichaam werd gevonden in een stad waarvan de eerste letter van de naam overeenkwam met diezelfde letter (Colón in Churchville, Walkowicz in Webster en Maenza in Macedon).

## Moorden

### Slachtoffers
Carmen Colón10 jaar, verdween op 16 november 1971. Ze werd twee dagen later gevonden, ongeveer 20 kilometer van waar ze voor het laatst gezien was. Hoewel ze werd gevonden in de stad Riga, is de plaats Churchville het middelpunt van de gemeenschap in dat gebied, en is de stad Chili in de buurt.
Wanda Walkowicz11 jaar, verdween op 2 april 1973. Ze werd de volgende dag gevonden dicht bij State Route 104 in Webster, ongeveer elf kilometer van Rochester.
Michelle Maenza11 jaar, verdween 26 november 1973. Ze werd twee dagen later gevonden in Macedon, ongeveer elf kilometer van Rochester.

### Verdachten
De moordenaar is nog steeds niet gevonden. Een man die beschouwd werd als een belangrijk persoon in de zaak (pleegde zes weken na de laatste moord zelfmoord) werd in 2007 uitgesloten op basis van DNA-onderzoek. In het onderzoek van de moord op Carmen Colón werd Colóns oom ook beschouwd als verdachte. Deze oom pleegde in 1991 zelfmoord.
Een andere verdachte was Kenneth Bianchi, die op dat moment werkte als ijsverkoper in Rochester. Tijdens de periode rond de moorden zou hij ook opvallend dicht bij de vindplaatsen van zowel het lichaam van Carmen als Wanda ijs hebben verkocht. Hij was geboren in Rochester en verhuisde later naar Los Angeles met zijn neef Angelo Buono jr. Tussen 1977 en 1978 was hij samen met Buono betrokken bij verschillende moorden, waarvoor ze uiteindelijk de naam Hillside Stranglers kregen. Bianchi werd nooit aangeklaagd voor de alfabetmoorden en heeft herhaaldelijk geprobeerd om onderzoekers hem permanent van de verdachtenlijst te laten wissen, maar slaagde hier niet in aangezien zijn auto was gesignaleerd in de buurt van de eerste twee slachtoffers. Bianchi bleef ontkennen dat hij de moorden had gepleegd, maar werd nog lange tijd gezien als een van de hoofdverdachten in de zaak.
Op 11 april 2011 werd de 77-jarige Joseph Naso, een geboren New Yorker die in Rochester woonde in de jaren 1970, gearresteerd in Reno, Nevada, voor het plegen van vier moorden in Californië in 1977. Zijn slachtoffers waren Roxene Roggash, Pamela Parsons, Tracy Tofoya en Carmen Colón (niet het slachtoffer uit Rochester, maar een andere persoon met dezelfde naam). Van alle vier de vrouwen werd door de autoriteiten aangenomen dat ze in de prostitutie werkten. Ook bij deze vrouwen waren de initialen gelijk en hierom werd Naso als verdachte gezien in de alfabetmoorden. Wat hieraan meehielp was dat Naso als professioneel fotograaf met enige regelmaat tussen New York en Californië pendelde. Wel was er een groot verschil in type slachtoffers, volwassen prostituees tegenover jonge schoolmeisjes. Na DNA-onderzoek, waarbij sporen op een van de slachtoffers van de alfabetmoorden vergeleken werd met dat van Naso, werd hij niet meer als verdachte gezien.

## Media
- In 2001 zond Discovery Channel het programma Revisiting the Murders uit, waarin de alfabetmoorden werden behandeld.
- De film The Alphabet Killer uit 2008 is zeer licht gebaseerd op de moorden.
- Op 1 april 2011 zond AMC een verkorte documentaire uit over de moorden, getiteld Countdown to The Killing: The Alphabet Murders